# Blanka Vlašić
Blanka Vlašić, née le 8 novembre 1983 à Split en Croatie (Yougoslavie), est une athlète croate, spécialiste du saut en hauteur. Avec 2,08 m elle détient la troisième meilleure performance mondiale de tous les temps. Quadruple championne du monde entre 2007 et 2010,
elle est également vice-championne olympique en 2008 et médaillée de bronze huit ans plus tard en 2016 à Rio de Janeiro. 
Elle est la fille de Joško Vlašić, décathlonien recordman national et la sœur aînée de Nikola Vlašić, footballeur.
Le 19 février 2021, elle annonce mettre fin à sa carrière sportive.

## Biographie

### Débuts

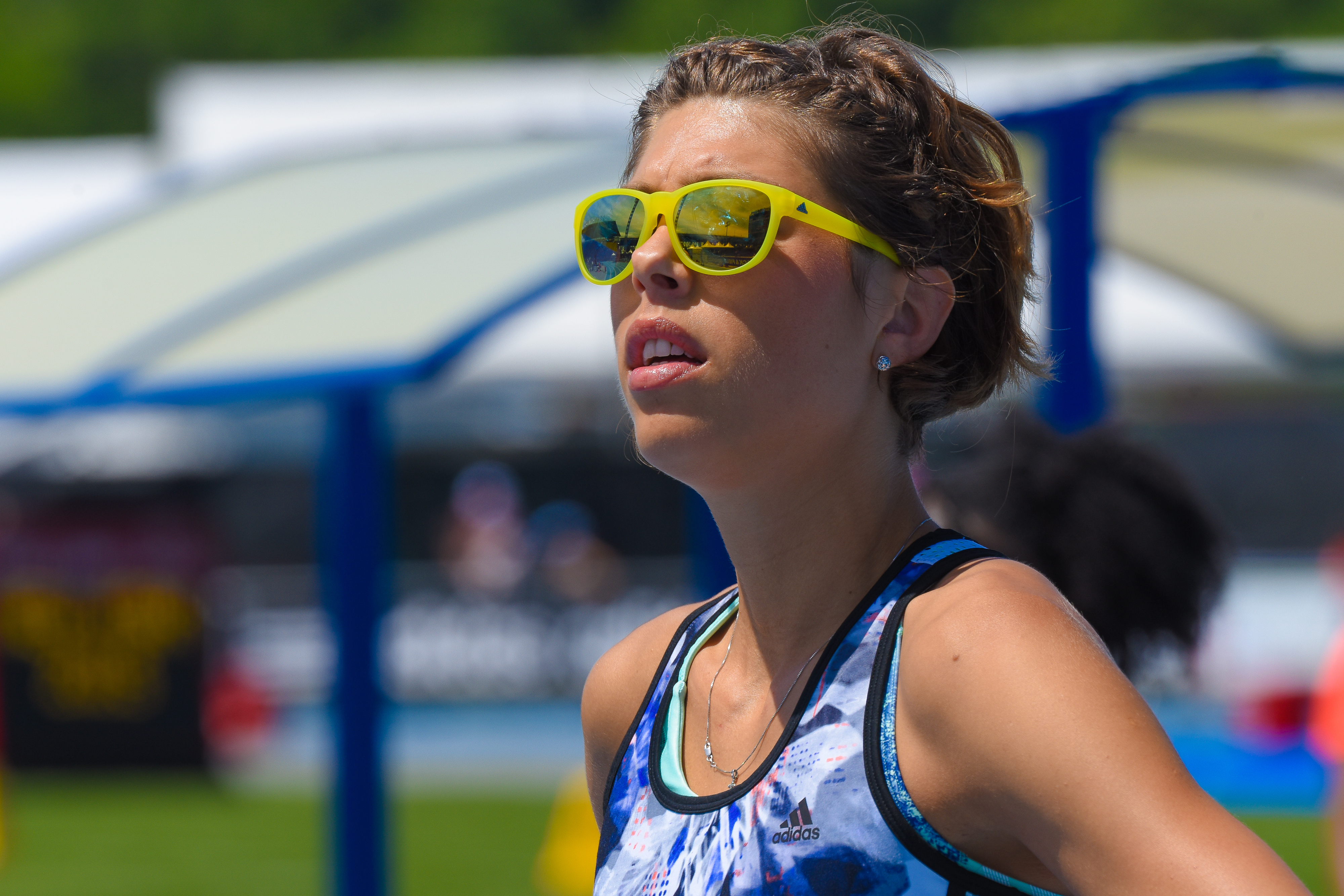
Blanka Vlašić lors du meeting de New York en 2015

Elle est la fille d'un ancien décathlonien, Joško, qui a détenu de 1983 jusqu'en 2021 le record national de sa discipline, et doit son prénom à la ville de Casablanca où son père disputait les Jeux méditerranéens au moment de sa naissance. Après avoir pratiqué le tennis dans sa jeunesse, puis rêvé de devenir une sprinteuse, elle est dirigée vers le saut en hauteur par son père, son premier entraîneur. Celui-ci met toute son énergie dans la carrière de sa fille, il lui aménage un gymnase pour elle seule.
Elle atteint très tôt le niveau international en réalisant 1,80 m dès l'âge de 15 ans, avant d'atteindre 1,93 m.
En 1999, elle participe à la première édition des Championnats du monde jeunesse, disputés en Pologne à Bydgoszcz, compétition lors de laquelle elle termine à la huitième place, avec un saut de 1,75 m.
L'année suivante, à 16 ans, elle est sélectionnée par la Croatie pour participer aux jeux de Sydney. Elle échoue dans sa tentative de se qualifier pour la finale, réalisant 1,92 m lors du concours de qualification. En fin de saison, elle participe aux Championnats du monde junior de Santiago du Chili. Elle remporte le concours en réalisant 1,91 m, elle devance sa première dauphine de 3 cm.
La saison 2001 la voit disputer de nombreux concours chez les seniors. Elle remporte ainsi son premier titre senior lors des Jeux méditerranéens 2001 de Tunis. Elle dispute également les Championnats du monde de 2001 à Edmonton lors desquels, avec une performance de 1,94 m, elle termine à la sixième place du concours.
La saison suivante elle débute avec une performance de 1,92 m réalisée lors des Championnats d'Europe en salle de 2002 de Vienne. Lors de la saison estivale, elle conserve son titre mondial junior en réalisant 1,96 m. Lors de cette épreuve, elle fait sa première tentative en concours pour effacer la barre des 2 m. La saison se poursuit par une cinquième place, avec 1,89 m, lors des Championnats d'Europe de 2002 à Munich.

### Barre des2 mètres
Elle continue sa progression l'année suivante en franchissant 1,98 m durant la saison hivernale puis elle termine à la quatrième place, avec 1,96 m, lors des Championnats du monde en salle de 2003 à Birmingham. Durant la saison estivale, elle réalise 1,98 m puis 1,99 m lors de sa première victoire dans une rencontre de la Golden League, le Meeting Gaz de France de Paris. Elle atteint ensuite la barre des 2 m lors d'un meeting se déroulant dans la capitale de son pays Zagreb, puis franchit 2,01 m lors du Weltklasse Zurich. Lors des Championnats du monde de 2003 à Paris, elle termine à la septième place de la finale avec 1,95 m dans un concours où la Sud-Africaine Hestrie Cloete qui remporte le concours réalise 2,06 m et ses deux suivantes, Marina Kuptsova et Kajsa Bergqvist, 2 m.
Elle remporte sa première victoire au niveau mondial avec la médaille de bronze des Championnats du monde en salle de 2004 à Budapest avec 1,97 m. Au cours de cette saison hivernale, elle bat son record personnel en salle en réalisant 1,99 m à Karlsruhe. Durant l'été, elle établit un nouveau record personnel avec 2,03 m, ce qui constitue un nouveau record de Croatie. Malgré une saison perturbée par un mal non identifié, elle participe ensuite à ses deuxièmes jeux olympiques. Lors de la compétition elle ne termine que onzième avec 1,89 m.
La cause de ces problèmes est enfin identifiée : elle souffre d'une hyperthyroïdie, maladie touchant près d'un tiers des jeunes femmes à Split et qui serait une conséquence des bombardements de la guerre de Croatie. Elle se fait opérer en 2005, année au cours de laquelle elle ne participe qu'à deux concours, dont les mondiaux 2005 à Helsinki où elle échoue en qualification,.
Sa saison 2006 débute par une médaille d'argent lors mondiaux en salle de Moscou. Avec 2 m, elle est devancée par la Russe Elena Slesarenko. Elle réalise d'autre part 2,05 m à Banska Bystrica. Sa saison en Golden League est couronnée par une victoire lors du Golden Gala de Rome, et elle ajoute une autre victoire en grand prix en remportant le meeting de Zagreb. Le concours du saut en hauteur des Championnats d'Europe de Göteborg est très disputé : quatre athlètes ont réussi à franchir la barre de 2,01 m: Vlašić, la suédoise Kajsa Bergqvist, la bulgare Venelina Veneva et la Belge Tia Hellebaut. Seules ces deux dernières parviennent à franchir la barre suivante de 2,03 m. Vlašić perd la médaille de bronze au profit de la Suédoise au décompte des essais. Sa fin de saison se termine par une sixième place lors de la Finale IAAF.

### Premier titre mondial, déception olympique (2007, 2008)

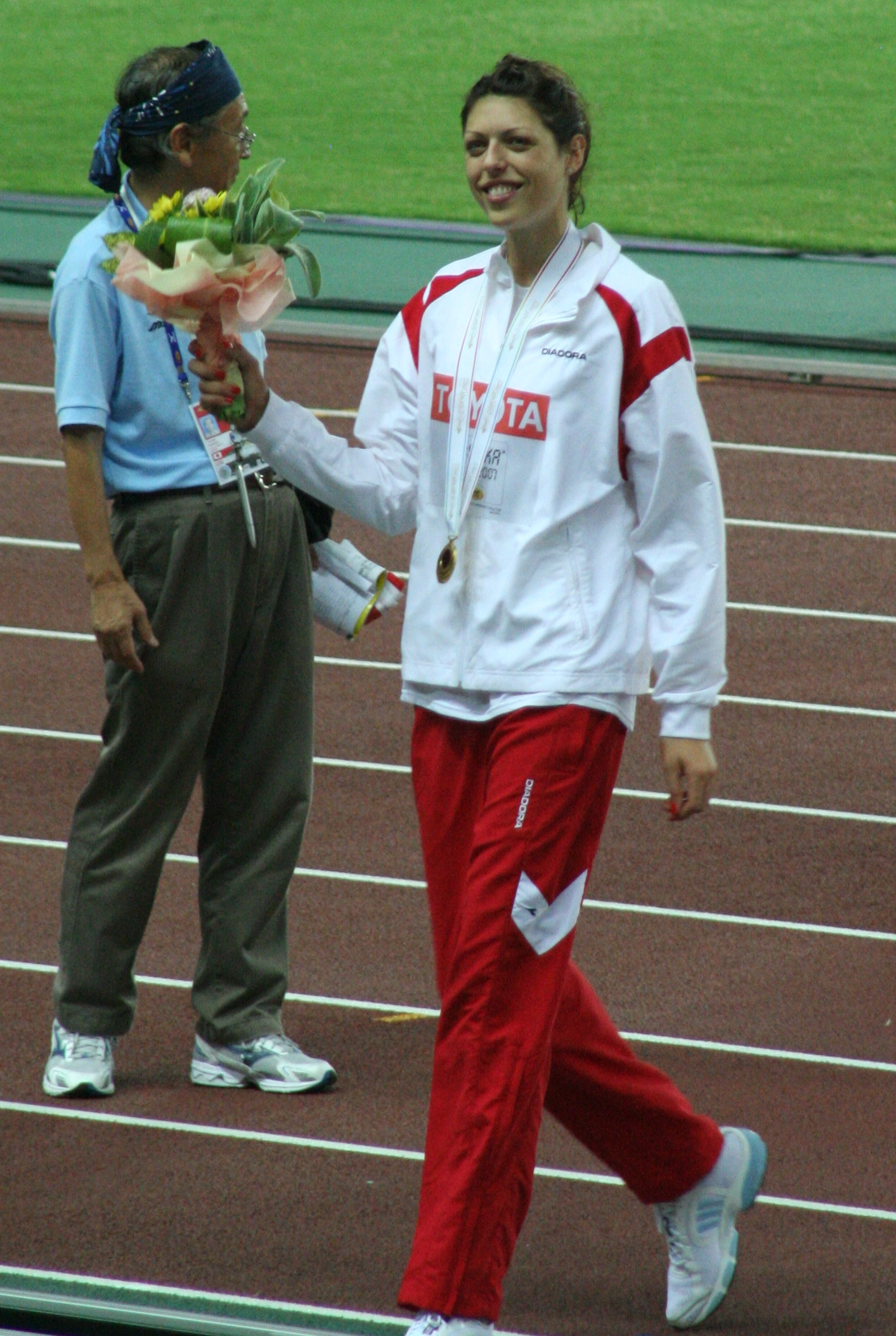
Blanka Vlašić après le podium des mondiaux d'Osaka

La saison 2007 débute par une série de podiums obtenus lors des meeting en salle. Elle échoue toutefois à la cinquième place lors des Championnats d'Europe en salle de 2007. Sa saison estivale commence par trois victoires, à Doha, Split et Bydgoszcz avant de terminer deuxième de la première étape de la Golden League 2007 au meeting d'Oslo. À partir de cette date, elle enchaîne les victoires, dont les étapes de Paris et Rome en Golden League. À quelques jours des mondiaux de 2007 à Osaka, elle réalise 2,07 m à Stockholm à deux centimètres du record du monde détenu par la Bulgare Stefka Kostadinova. Seule la Bulgare Lyudmila Andonova a également réalisé cette performance.

Lors des mondiaux, elle réalise 2,05 m ce qui lui procure sa première victoire dans un grand championnat. Lors de ce concours, après avoir passé ses quatre premières barres au premier essai, elle passe 2,00 m au second puis 2,03 m de nouveau au premier essai. Deux autres athlètes sont encore présentes à cette hauteur: l'Italienne Antonietta Di Martino et la Russe Anna Chicherova. Elles échouent toutes les deux à 2,05 m, tandis que Vlašić franchit cette barre à son troisième essai,. Elle poursuit ensuite sa série de victoires, remportant les trois dernières étapes de la Golden League, Zurich, Bruxelles et Berlin, avant de remporter la Finale IAAF. Durant cette saison estivale, Oslo est sa seule défaite. C'est également la seule compétition « outdoor » où elle n'a pas atteint la barre des 2 m.

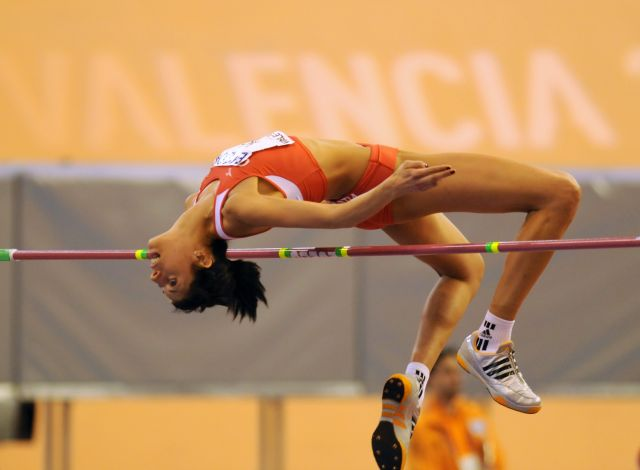
Blanka Vlašić lors des Championnats du monde en salle de 2008 à Valence.

La saison 2008 voit de nouveau Vlašić continuer à dominer la discipline. Elle remporte toutes les compétitions en salle auxquelles elle participe, dont les mondiaux en salle disputés à Valence. Sa saison estivale continue sur le même rythme : parmi ses victoires figurent les premières étapes de la golden League, Berlin, Oslo, puis une meilleure performance mondiale avec 2,06 m établie à Istanbul. Avec cette même hauteur, elle remporte la Coupe d'Europe. Elle remporte ensuite les étapes de Rome et Paris.
Elle est la grande favorite des Jeux olympiques d'été de 2008 de Pékin. Tia Hellebaut et Vlašić réalisent toutes deux 2,05 m mais la Belge remporte le titre olympique car elle a réalisé cette performance au premier essai, ce que n'a pas réalisé la Croate. La série de 34 victoires consécutives de la Croate s'achève lors de la compétition la plus importante de l'année. Elle renoue ensuite avec la victoire en remportant le Weltklasse Zurich mais échoue dans son deuxième objectif de la saison : l'Allemande Ariane Friedrich, en remportant le Mémorial van Damme, la prive de la victoire dans la Golden League 2008, ce qui l'empêche de postuler au 1 000 000 dollars que se partagent les vainqueurs de toutes les étapes de la Golden League. Friedrich, Vlašić et Hellebaut réalisent toutes trois 2 m, la gagnante étant déterminée par le nombre d'essais,. Elle termine ensuite sa saison par une dernière victoire, lors de Finale IAAF.

### Au sommet de la discipline (2009, 2010)

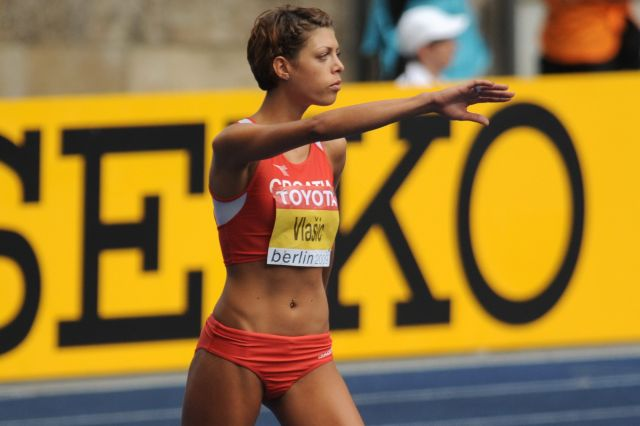
Blanka Vlašić lors des Championnats du monde 2009 à Berlin.

La saison 2009 débute par un nouvel échec : elle termine à la cinquième place des Championnats d'Europe en salle de 2009 avec 1,92 m, l'Allemande Friedrich remporte le concours. 

Pour le premier meeting « outdoor » de la saison, à Doha, elle renoue avec la victoire, réalisant 2,05 m. Toutefois son début de saison en Golden League est moins dominateur : elle remporte Oslo et Paris, mais échoue à Berlin, face à Friedrich, et à Rome, face à Antonietta Di Martino.

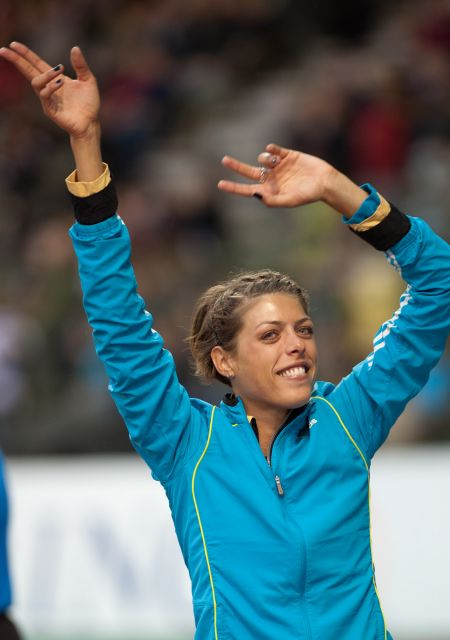
Meeting Mémorial Van Damme 2010

Lors des championnats du monde de Berlin, elle est l'une des grandes favorites de la hauteur, avec Friedrich qui évolue à domicile. Le duel attendu est l'une des affiches, sous le titre Groß Duell, choisie par les organisateurs pour présenter la compétition. Le duo est rejoint par la Russe Anna Tchitcherova qui prend la tête du concours en réussissant son premier essai à 2,02 m. La Croate la rejoint au deuxième essai alors que l'Allemande, dans un silence religieux, réussit cette hauteur au troisième essai. La Croate prend ensuite l'avantage en franchissant la barre suivante placée à 2,04 m au deuxième essai. La Russe échoue à cette hauteur. Friedrich tente alors son dernier essai à la hauteur de 2,06 m. Elle est proche de l'exploit mais échoue de peu, laissant la Croate devenir pour la seconde fois championne du monde. Vlašić tente alors de battre le record du monde en plaçant la barre à 2,10 m mais échoue lors de ses trois tentatives.
Le 31 août 2009, Blanka Vlašić passe au-dessus d'une barre à 2,08 m lors du meeting de Zagreb. Elle bat son record personnel et surtout elle réalise la deuxième performance mondiale de tous les temps derrière les 2,09 m de Stefka Kostadinova. Le 13 septembre 2009, elle gagne la Finale mondiale de l'athlétisme avec 2,04 m, établissant le record des Championnats. Elle échoue dans sa tentative d'établir un nouveau record du monde à 2,10 m même si elle n'a jamais été aussi proche de le battre : elle parvient à passer le haut du corps à chacune de ses tentatives.
En début de saison 2010, Blanka Vlašić franchit la barre de 2,06 m à Arnstadt et améliore d'un centimètre son record personnel en salle. Elle participe ensuite aux championnats du monde en salle de Doha et s'impose pour la deuxième fois consécutive (2,00 m) devant l'Espagnole Ruth Beitia (1,98 m). Elle se distingue lors de la saison estivale en remportant la première édition de la Ligue de diamant dans laquelle elle signe sept victoires en sept meetings. 
Le 1er août 2010 à Barcelone, elle devient championne d'Europe alors qu'elle n'était jamais encore montée sur un podium continental. Elle s'impose avec une barre à 2,03 m franchie à son deuxième essai et devance finalement Emma Green et Ariane Friedrich. Ce titre lui vaut d'être sélectionnée dans l'équipe d'Europe lors de la Coupe continentale à Split. Sur ses terres, la Croate domine le concours et égale avec un saut à 2,05 m la meilleure performance mondiale de l'année détenue par Chaunté Howard-Lowe Elle reçoit le titre d'athlète européenne de l'année 2010 ainsi que le trophée IAAF de l'athlète de l'année, succédant au palmarès à l'Américaine Sanya Richards.

### Vice-championne du monde à Daegu, forfait pour les Jeux olympiques de Londres (2012)

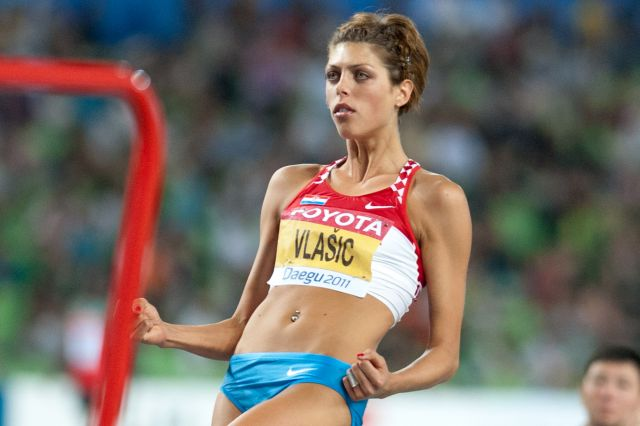
Vlasic lors des Championnats du monde de Daegu en 2011

Sa saison 2011 commence lors du Shanghai Golden Grand Prix puisqu'elle fait l'impasse sur les championnats d'Europe en salle de 2011, elle s'impose alors avec 1,94 m, manquant par trois fois 1,97 m. Elle devance finalement l'Ukrainienne Vita Styopina qui passe 1,90 m tout comme l'Ouzbek Nadezhda Dusanova et la Chinoise Zheng Xingjuan. 
Lors de la seconde étape à Rome, Vlašić s'impose une nouvelle fois avec un centimètre de plus qu'à Shanghai, soit 1,95 m, et devance Levern Spencer et Mélanie Melfort pour obtenir une avance de six points au classement de ligue de diamant 2011. 
Aux Championnats du monde de Daegu, Vlašić échoue de peu à réaliser un exploit en étant la première athlète à remporter trois titres mondiaux du saut en hauteur consécutivement. Avec 2,03 m, elle est devancée aux essais par la Russe Anna Chicherova.

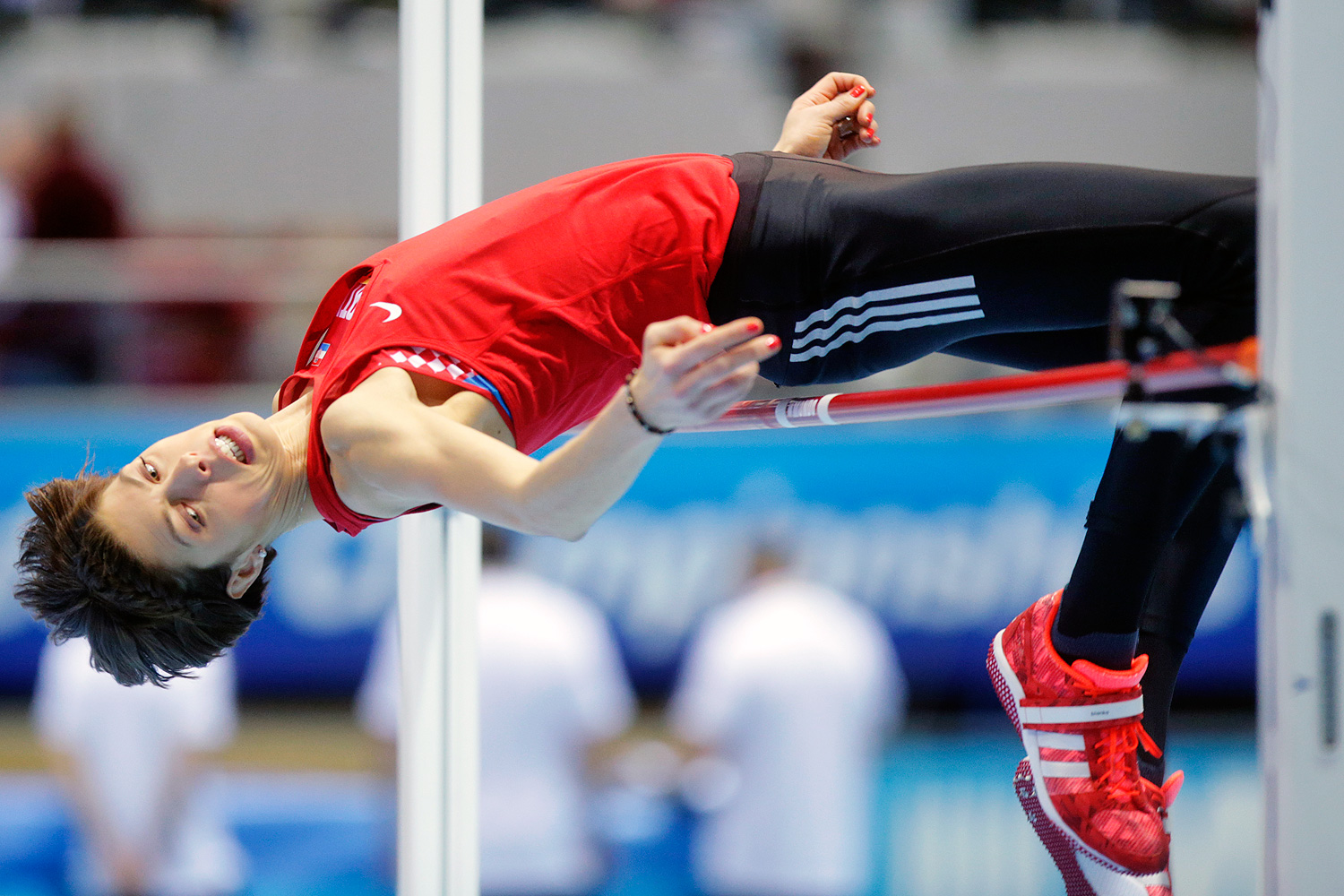
Blanka Vlasic à l'échauffement lors des Championnats du monde en salle de Sopot en mars 2014.

En janvier 2012, Blanka subit une intervention chirurgicale au pied gauche. Elle déclare forfait de ce fait pour les championnats du monde en salle se tenant à Istanbul. En avril, elle est réopérée à la suite d'une infection. On la croit alors perdue pour la suite de sa carrière. Elle ne participe pas aux Jeux olympiques de Londres du fait de sa convalescence.

### Retour à la compétition et forfait pour Moscou (2013)
Alors proche de mettre un terme à sa carrière, Blanka Vlašić fait son retour à la compétition le 25 mai lors de l'Adidas Grand Prix de New York qu'elle remporte avec 1,94 m, nouveau record du meeting. Le 6 juin suivant, elle se classe troisième du Golden Gala de Rome avec 1,95 m (SB) derrière les Russes Anna Chicherova et Svetlana Shkolina.
Le 21 juin, elle franchit à nouveau la barre symbolique des 2 mètres en s'imposant lors du meeting de Bühl en Allemagne. Ses 2,00 m marquent ainsi son meilleur saut depuis sa médaille d'argent des mondiaux de Daegu en 2011.
Au Meeting Areva de Paris, elle se classe à nouveau troisième avec 1,98 m tandis qu'Anna Chicherova remporte le concours devant Brigetta Barrett. Elle établit à nouveau cette marque au Meeting Herculis de Monaco. Malheureusement, ses espoirs de participation aux Championnats du monde de Moscou disparaissent lorsqu'elle doit déclarer forfait à cause de ses problèmes de cheville. Elle met un terme à sa saison.

### Second retour et absence aux Europe de Zurich (2014)

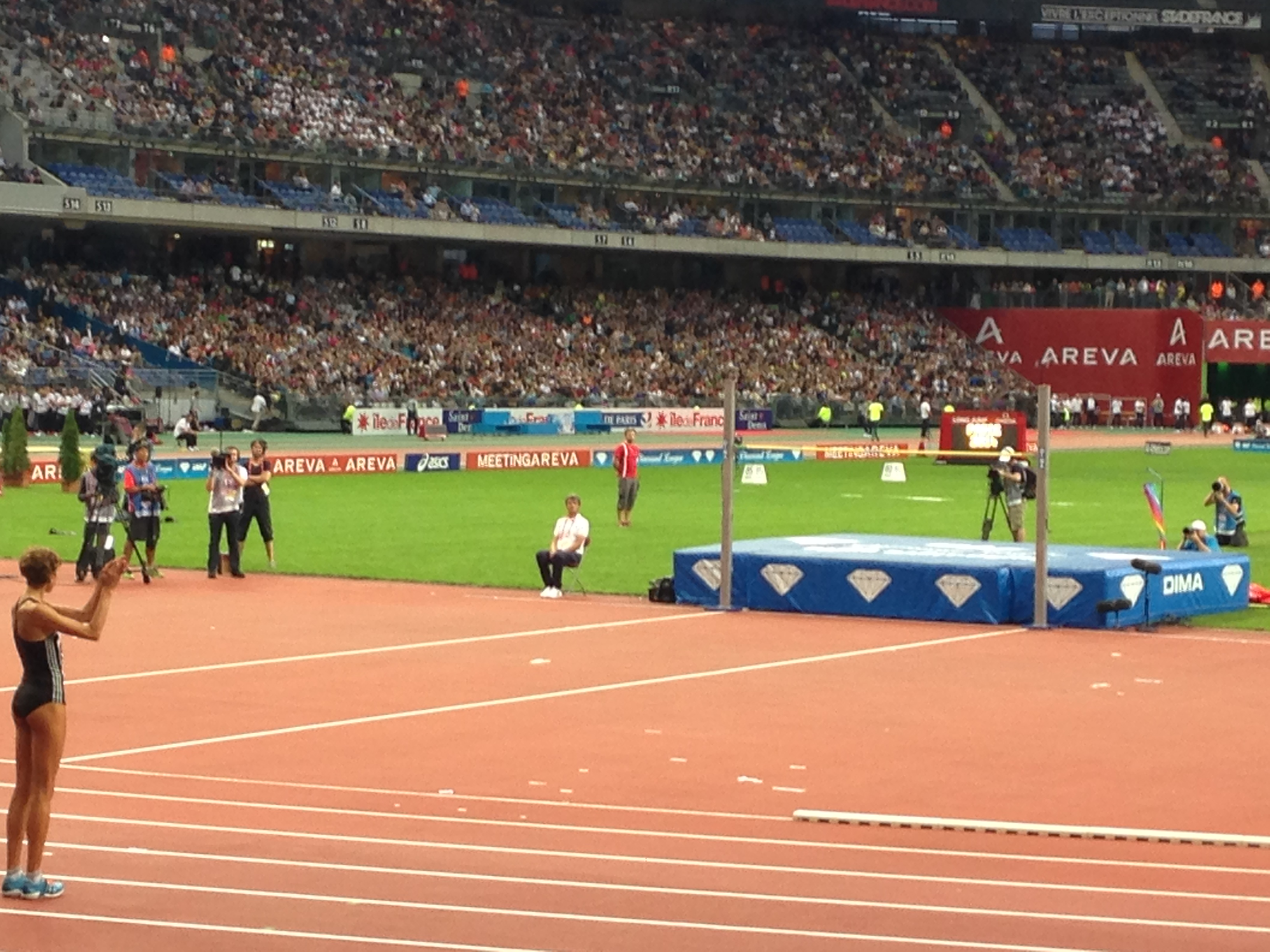
Blanka Vlašić lors du Meeting Areva de Paris en juillet 2014.

Plusieurs mois après sa blessure qui la poussait vers la fin de sa carrière, Vlašić fait son retour à la compétition le 15 février 2014 à Göteborg. Elle remporte le concours avec 1,90 m, quelques minutes après le record du monde du saut à la perche par le Français Renaud Lavillenie à Donetsk. 
Le 25 février, lors du meeting de Prague, elle franchit 2,00 m à sa troisième tentative ce qui l'émeut beaucoup. Elle obtient sa qualification pour les championnats du monde en salle de Sopot et réalise par ailleurs la deuxième performance en salle de la saison. Lors des mondiaux en salle, Vlasic est repêchée pour la finale avec Nafissatou Thiam, l'heptathlète belge, avec 1,92 m. Le lendemain, elle se classe sixième de la finale en réalisant 1,94 m, avant d'échouer à 1,97 m. 

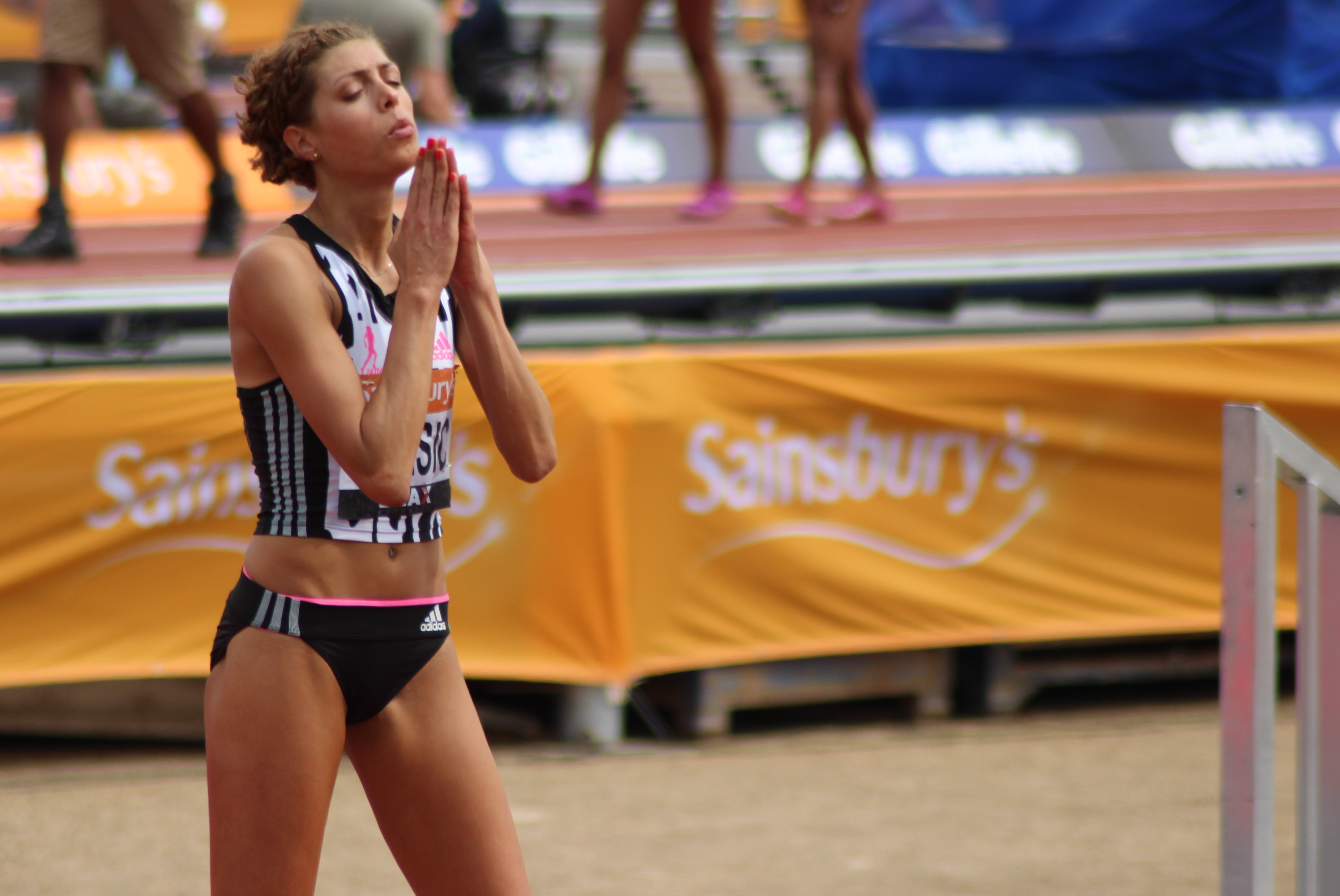
Blanka Vlašić lors des London Anniversary Games 2014.

Pour sa première compétition de la saison estivale à Oslo, meeting de la Ligue de Diamant, Vlasic franchit la barre d'1,98 m au troisième essai et termine 2e du concours derrière la Russe Mariya Kuchina qui la devance au nombre d'essais.
Le 5 juillet lors du Meeting Areva de Paris, dans un duel acharné avec Mariya Kuchina, Blanka remporte le concours en effaçant 2,00 m dès sa première tentative tandis que Kuchina ne maitrise cette barre qu'à son troisième essai. Les deux athlètes échouent à 2,02 m. La troisième place revient à sa compatriote Ana Simic (1,94 m). Le 20 juillet, elle participe aux Saintsbury Anniversary Games de Londres, les 2 ans des Jeux olympiques d'été de 2012. Elle remporte cette compétition en franchissant 2,00 m avec une bonne marge. Elle devance l'Espagnole Ruth Beitia (1,96 m) et la Suédoise Emma Green-Tregaro.
Une semaine avant les championnats d'Europe se tenant à Zurich, Vlasic est contrainte de déclarer forfait en raison d'une inflammation au genou. La semaine suivante, elle fait son retour sur la piste pour la finale de la Diamond League à Zurich et termine quatrième du concours avec 1,93 m. Elle termine 3e du classement général derrière la Russe Kuchina et sa compatriote Ana Simic. Elle clôt sa saison lors du Mémorial Hanžeković de Zagreb où elle remporte le concours avec 1,93 m.

### Vice-championne du monde à Pékin malgré les blessures (2015)

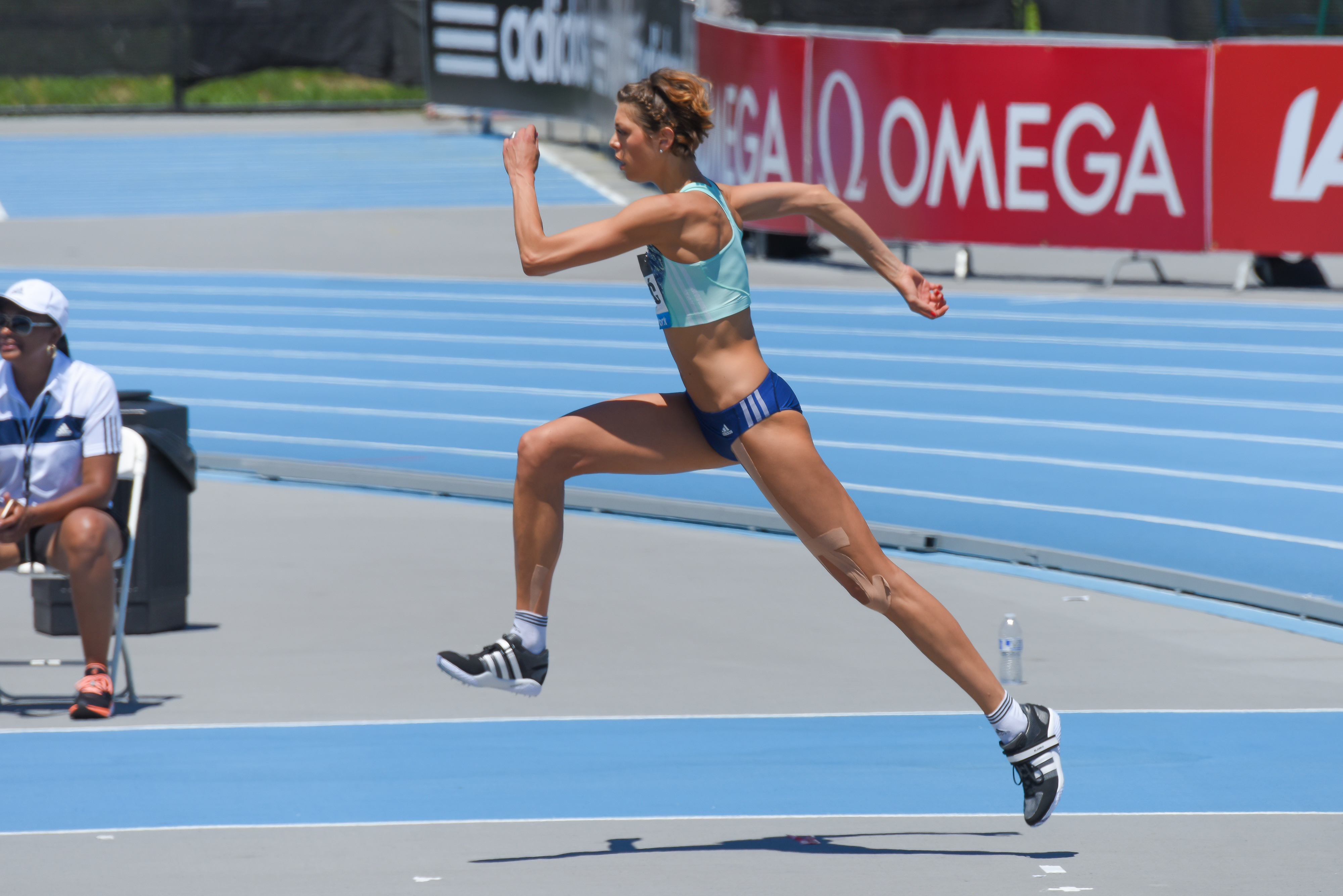
L'élan de Vlasic, New York, 2015.

Faisant l'impasse sur la saison en salle, Vlasic fait sa rentrée le 4 juin au meeting de Rome et prend la 2e place avec 1,97 m. Elle échoue par trois fois à 2,00 m, tandis que l'Espagnole Ruth Beitia franchit cette hauteur. Elle termine 2e du concours mais devance la Polonaise Kamila Lićwinko au nombre d'essais. Le 13 juin, à New York, Blanka termine deuxième du concours avec 1,97 m (record du meeting et meilleure performance de la saison égalée) à nouveau derrière Ruth Beitia (1,97 m).
Elle renonce ensuite au meeting Athletissima de Lausanne et au Meeting Herculis de Monaco à cause d'une douleur au tendon d'Achille droit. Elle doit se soigner pour espérer participer aux Championnats du monde de Pékin de la fin août. 
Incertaine jusqu'au dernier moment, Vlasic officialise sa participation aux mondiaux seulement dix jours avant le début des épreuves. Le 27 août lors des mondiaux, elle passe aisément le cap des qualifications avec 1,92 m. Deux jours plus tard, Blanka devient vice-championne du monde en réalisant 2,01 m, seulement devancée aux essais par la Russe Mariya Kuchina. Il s'agit de sa première médaille en grand championnat depuis l'argent des Championnats du monde de Daegu. L'entretien qu'elle donne à Nelson Monfort à la fin du concours est très émouvant : elle explique n'avoir aucun regret d'avoir laissé passer le titre mondial pour un échec à 1,92 m car elle « n'avait pu sauter que deux fois à l'entrainement depuis la fin du mois de juin et qu'un matin, elle ne pouvait même plus marcher ». Elle met un terme à saison pour soigner son pied.
Elle reçoit en fin d'année l'award « Comeback of the year » décerné par la Fédération croate d'athlétisme.

### 2016: médaille de bronze olympique à Rio, huit ans après Pékin

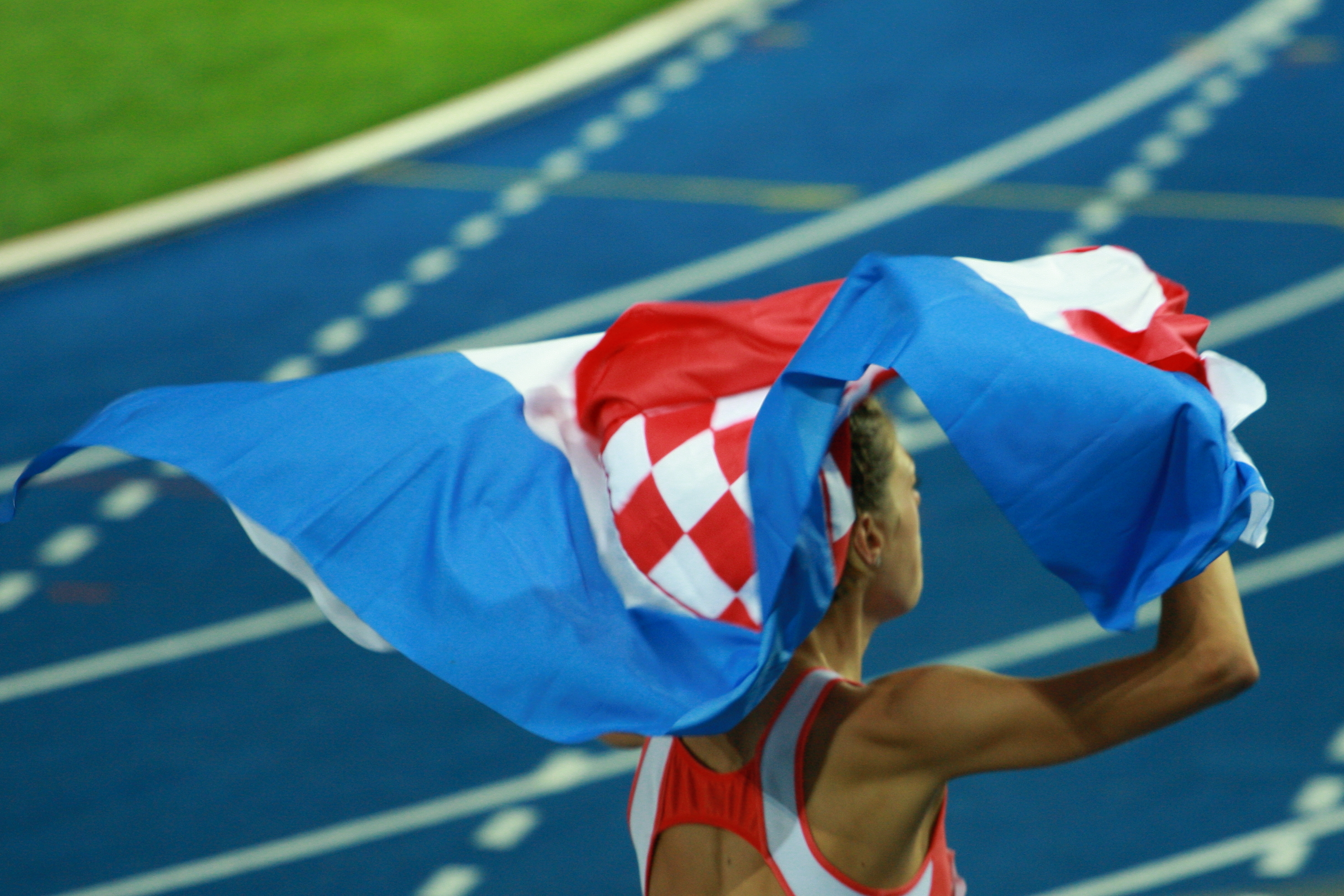
Blanka Vlašic célébrant son second titre mondial à Berlin, en 2009.

Blanka se fixe désormais comme objectif les Jeux olympiques d'été se déroulant à Rio de Janeiro en août 2016. Elle déclare cependant ne pas participer aux Championnats du monde en salle de Portland. Elle ouvre sa saison hivernale le 29 janvier à Split et remporte le meeting en 3 sauts avec des barres à 1,85, 1,91 et 1,95 effacées à leurs premiers essais. Elle tente ensuite un saut à 2,00 m, elle échoue et décide de ne pas continuer la compétition. Elle devance la Tchèque Michaela Hrubá (1,93 m) et l'Ouzbek Nadiya Dusanova (1,88 m).
Le lendemain, elle déclare mettre un terme à sa saison hivernale après des douleurs au pied, pour ne pas prendre de risque sur une année olympique : « J'espère que tout le monde comprend ma décision de ne pas prendre de risque quand c'est une année olympique. Maintenant, je vais travailler avec mon équipe pour commencer ma préparation et ma réhabilitation pour l'été et les Jeux olympiques de Rio » ,. Elle est opérée le 3 février à Turku en Finlande,.
Le 22 juin, elle annonce qu'elle renonce, à cause de cette blessure, aux Championnats d'Europe d'Amsterdam — bien qu'elle saute à nouveau désormais — pour se préserver pour les Jeux olympiques. Elle prévoit cependant un retour à la compétition au London Grand Prix le 22 et 23 juillet. Selon le magazine Track and Field News qui a réalisé des pronostics sur les podiums des Jeux olympiques de Rio, la Croate pourrait remporter la médaille d'argent derrière la Polonaise Kamila Lićwinko.

#### Olympiade brésilienne

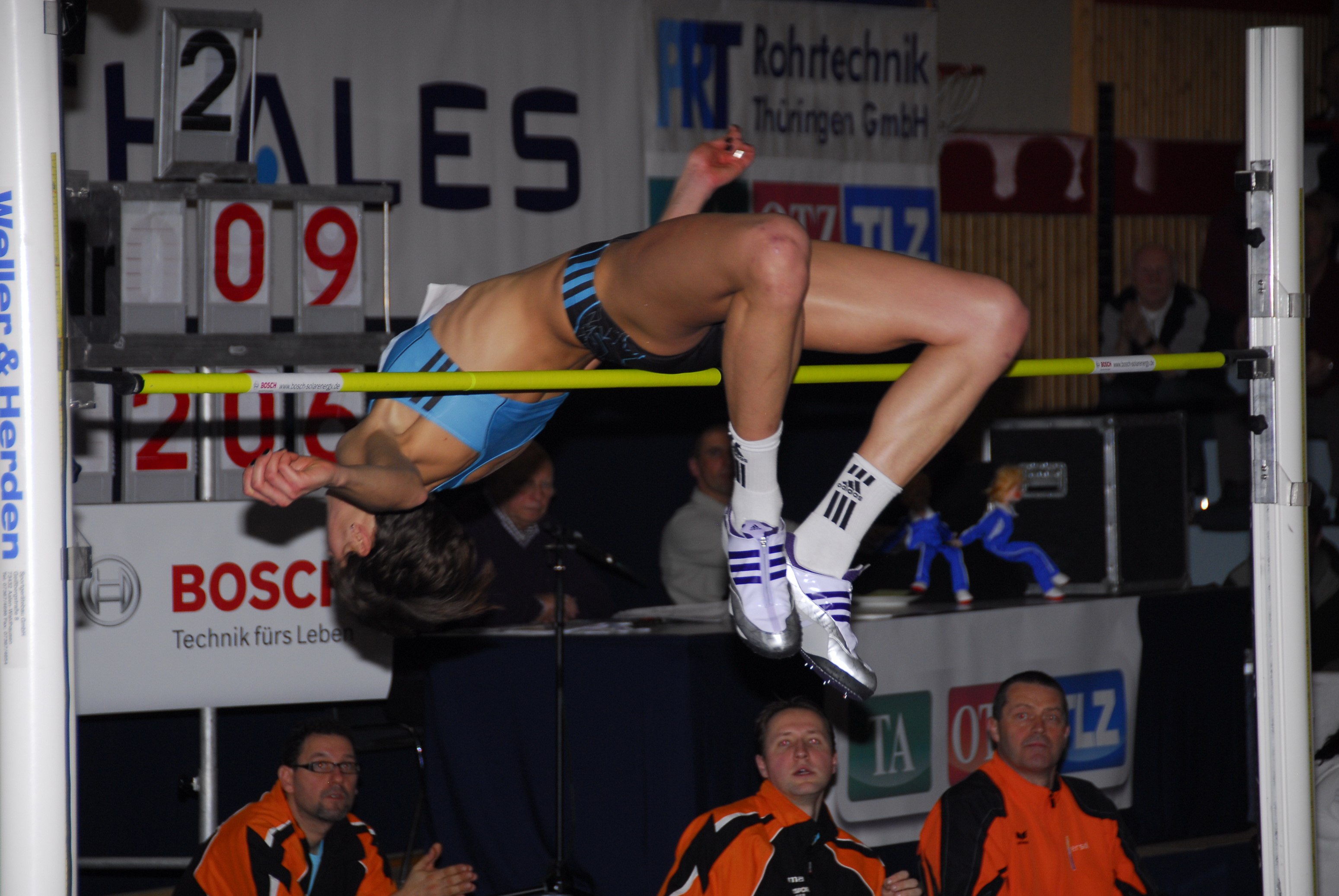
Blanka Vlasic et son saut à 2,06 m, en salle, record personnel et record de Croatie.

Durant la saison estivale, Blanka Vlašić ne participe à aucun concours à cause de cette blessure au pied et en profite pour changer sa course d'élan en moins de six mois, décision rare au saut en hauteur. Elle choisit en effet de diminuer son nombre de foulées et leurs tailles, commençant par un premier pas lent et simple, afin de diminuer la douleur possible lors du contact-choc entre le pied et le sol. 
La Croate s'aligne tout de même aux qualifications des Jeux olympiques de Rio, le 18 août et se qualifie pour la finale grâce à un saut à 1,94 m. Deux jours plus tard, elle ouvre son concours en franchissant 1,88 m au 2d essai, la plaçant au 12e rang provisoire. Elle maitrise également la barre suivante, 1,93 m, au 2d essai et se classe désormais 8e. À 1,97 m, l'Espagnole Ruth Beitia et la Bulgare Mirela Demireva effacent la hauteur dès leurs premières tentatives, tandis que Vlašić le réalise au 2d essai à nouveau. À ce stade de la compétition, elle est en position de médaille de bronze provisoire, mais il y a encore quatre athlètes en course car l'Américaine Chaunté Lowe franchit cette hauteur à sa troisième tentative. À 2 mètres, ni Beitia ni Demireva ne réussissent leurs trois sauts. La native de Split possède alors la possibilité de prendre la tête du concours et d'obtenir un sacre olympique mais elle échoue de peu à son dernier saut et doit attendre celui de Chaunté Lowe pour savoir si elle décrochera le bronze ou bien la quatrième place. Lowe échoue finalement, laissant Blanka Vlašić conquérir pour la deuxième fois une médaille olympique (en bronze) après l'incroyable finale des Jeux olympiques de 2008.
Plus tard, elle annonce à la presse croate qu'après cette médaille de bronze qu'elle continuera jusqu'aux Jeux olympiques de 2020 à Tokyo. 

### Vers une fin de carrière

#### Saisons blanches de 2017 à 2021 et fin de carrière
Blanka Vlašić annonce son intention de conquérir un 3e titre mondial, à l'occasion des championnats du monde de Londres en août 2017. Si l'os de son pied n'est toujours pas guéri, elle annonce cependant par le biais de son entraineur Bojan Marinovic qu'elle devrait ouvrir sa saison estivale le 17 juin à l'occasion du Bauhaus-Galan de Stockholm puis deux ou trois autres compétitions avant l'échéance mondiale.
Finalement, elle ne fait pas son retour lors de cette compétition, ni lors de la suivante à Lausanne à cause toujours de cette douleur au pied. Elle n'est même pas certaine de participer aux mondiaux si elle veut avoir une chance d'être de retour en 2018. Elle annule également sa participation au Meeting Herculis et annonce son forfait pour les mondiaux pour prendre le temps de guérir son pied et revenir en 2018, elle juge qu'une participation serait « risquée »,.
Absente en 2018, elle garde toujours en ligne de mire les Jeux olympiques de Tokyo 2020, avec peut-être en point de passage les championnats du monde 2019. Elle a notamment été opérée des deux pieds.
En août 2019, elle annonce officiellement faire l'impasse sur la saison en cours, et donc les Mondiaux de Doha,.
Le 19 février 2021, elle annonce sa retraite à l'âge de 37 ans, en raison de blessures à répétition au tendon d'Achille.

## Engagement personnel et public
Blanka Vlašić est membre du club des Champions de la Paix, un collectif de 54 athlètes de haut niveau créé par Peace and Sport, organisation internationale basée à Monaco et œuvrant pour la construction d'une paix durable grâce au sport.
Elle est la marraine du Marathon de Milan 2016.
Le 27 mai 2018, elle réalise du bénévolat à Zagreb à l'occasion d'une journée nommée les « Repas de Mary » où des courses sportives sont organisées pour récolter des fonds pour venir en aide aux enfants victimes de famine au Malawi, au Bénin, au Liberia et en Équateur.

## Vie privée
Son père, Joško Vlašić est un ancien décathlonien qui a détenu de 1983 à 2021 le record de Croatie du décathlon avec 7 659 points. Il a notamment remporté l'or aux Jeux méditerranéens de 1983. Elle a 3 frères, Marin, Luka et Nikola. Ce dernier est footballeur professionnel,.
En 2010, elle entretient pendant quelques mois une relation avec le handballeur français Nikola Karabatic.
Le 23 mai 2022, elle se marie avec Ruben Van Gucht, journaliste belge. Le 8 novembre 2022, jour de ses 39 ans, donne naissance à leur premier enfant, un garçon prénommé Mondo.

## Palmarès

### International

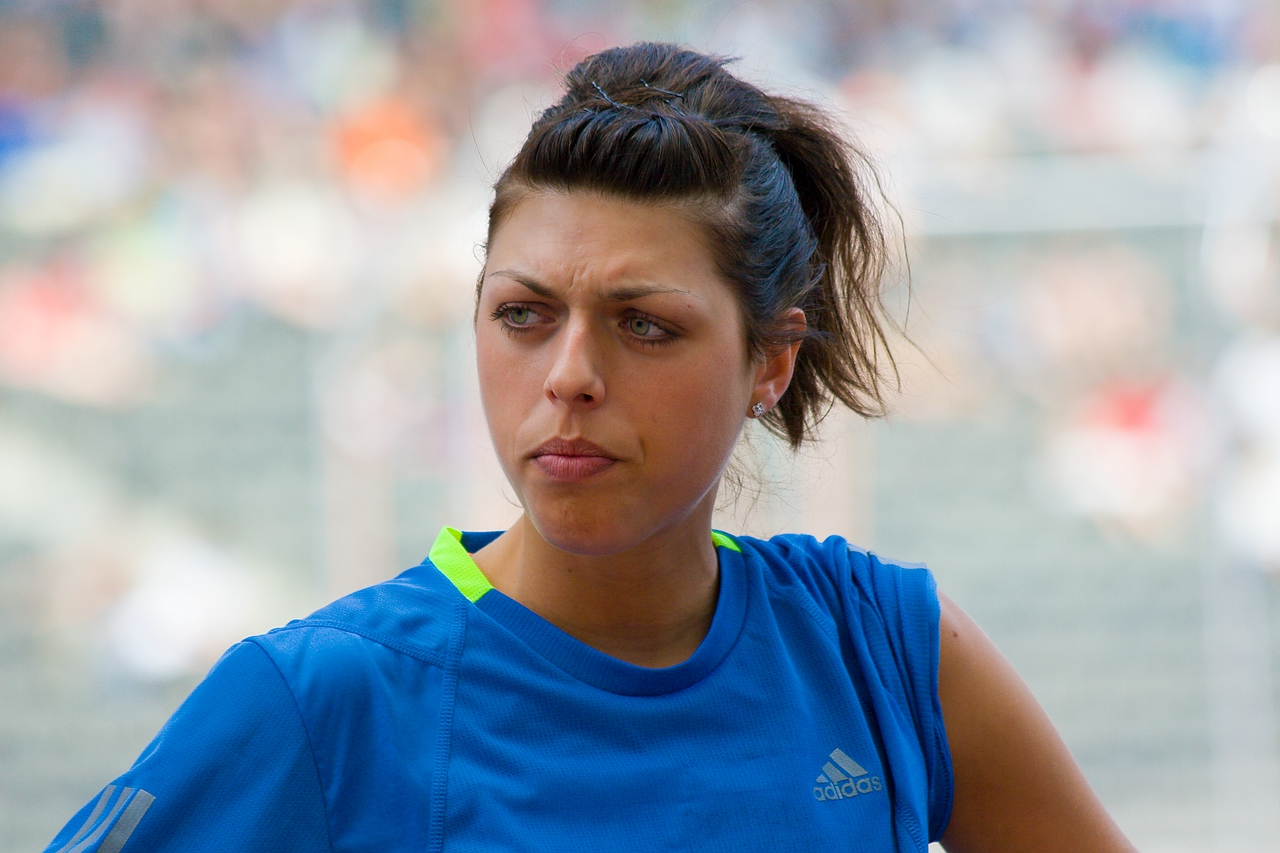
Lors du meeting de Berlin 2008

| Année | Compétition                         | Lieu              | Résultat | Hauteur |
| ----- | ----------------------------------- | ----------------- | -------- | ------- |
| 1999  | Championnats du monde cadets        | Bydgoszcz         | 8e       | 1,75 m  |
| 2000  | Championnats du monde juniors       | Santiago du Chili | 1re      | 1,91 m  |
| 2001  | Coupe d'Europe des nations          | Nicosie           | 1re      | 1,91 m  |
| 2001  | Championnats d'Europe juniors       | Grosseto          | 7e       | 1,88 m  |
| 2001  | Championnats du monde               | Edmonton          | 6e       | 1,94 m  |
| 2001  | Jeux méditerranéens                 | Tunis             | 1re      | 1,90 m  |
| 2002  | Coupe d'Europe des nations          | Belgrade          | 2e       | 1,86 m  |
| 2002  | Championnats du monde juniors       | Kingston          | 1re      | 1,96 m  |
| 2002  | Championnats d'Europe               | Munich            | 5e       | 1,89 m  |
| 2003  | Championnats du monde en salle      | Birmingham        | 4e       | 1,96 m  |
| 2003  | Coupe d'Europe des nations          | Istanbul          | 1re      | 1,95 m  |
| 2003  | Championnats d'Europe espoirs       | Bydgoszcz         | 1re      | 1,98 m  |
| 2003  | Championnats du monde               | Paris             | 7e       | 1,95 m  |
| 2003  | Finale mondiale                     | Monaco            | 4e       | 1,96 m  |
| 2003  | Golden League                       | Golden League     | 3e       | détails |
| 2004  | Championnats du monde en salle      | Budapest          | 3e       | 1,97 m  |
| 2004  | Coupe d'Europe des nations en salle | Novi Sad          | 2e       | 1,91 m  |
| 2004  | Jeux olympiques                     | Athènes           | 11e      | 1,89 m  |
| 2006  | Championnats du monde en salle      | Moscou            | 2e       | 2,00 m  |
| 2006  | Coupe d'Europe des nations en salle | Banská Bystrica   | 1re      | 1,97 m  |
| 2006  | Championnats d'Europe               | Göteborg          | 4e       | 2,01 m  |
| 2006  | Finale mondiale                     | Stuttgart         | 6e       | 1,90 m  |
| 2006  | Golden League                       | Golden League     | 2e       | détails |
| 2007  | Championnats d'Europe en salle      | Birmingham        | 4e       | 1,92 m  |
| 2007  | Coupe d'Europe des nations          | Zenica            | 1re      | 2,00 m  |
| 2007  | Championnats du monde               | Osaka             | 1re      | 2,05 m  |
| 2007  | Finale mondiale                     | Stuttgart         | 1re      | 2,00 m  |
| 2007  | Golden League                       | Golden League     | 1re      | détails |
| 2008  | Championnats du monde en salle      | Valence           | 1re      | 2,03 m  |
| 2008  | Coupe d'Europe des nations          | Istanbul          | 1re      | 2,06 m  |
| 2008  | Jeux olympiques                     | Pékin             | 2e       | 2,05 m  |
| 2008  | Finale mondiale                     | Stuttgart         | 1re      | 2,01 m  |
| 2008  | Golden League                       | Golden League     | 1re      | détails |
| 2009  | Championnats d'Europe en salle      | Turin             | 5e       | 1,92 m  |
| 2009  | Championnats d'Europe par équipes   | Banska Bystrica   | 1re      | 2,04 m  |
| 2009  | Championnats du monde               | Berlin            | 1re      | 2,04 m  |
| 2009  | Finale mondiale                     | Thessalonique     | 1re      | 2,04 m  |
| 2009  | Golden League                       | Golden League     | 1re      | détails |
| 2010  | Championnats du monde en salle      | Doha              | 1re      | 2,00 m  |
| 2010  | Championnats d'Europe par équipes   | Belgrade          | 1re      | 1,94 m  |
| 2010  | Championnats d'Europe               | Barcelone         | 1re      | 2,03 m  |
| 2010  | Coupe continentale                  | Split             | 1re      | 2,05 m  |
| 2010  | Ligue de diamant                    | Ligue de diamant  | 1re      | détails |
| 2011  | Championnats du monde               | Daegu             | 2e       | 2,03 m  |
| 2011  | Ligue de diamant                    | Ligue de diamant  | 1re      | détails |
| 2014  | Championnats du monde en salle      | Sopot             | 6e       | 1,94 m  |
| 2014  | Ligue de diamant                    | Ligue de diamant  | 3e       | détails |
| 2015  | Championnats du monde               | Pékin             | 2e       | 2,01 m  |
| 2016  | Jeux olympiques                     | Rio de Janeiro    | 3e       | 1,97 m  |

• Championnats du monde : qualifications en 2005

• Jeux olympiques : qualifications en 2000

### National
Plein air :
1re en 2000, 2001, 2002, 2005, 
2e en 1999
En salle :
1re en 2001, 2002, 2004, 2e en 2000

## Statistiques et performances

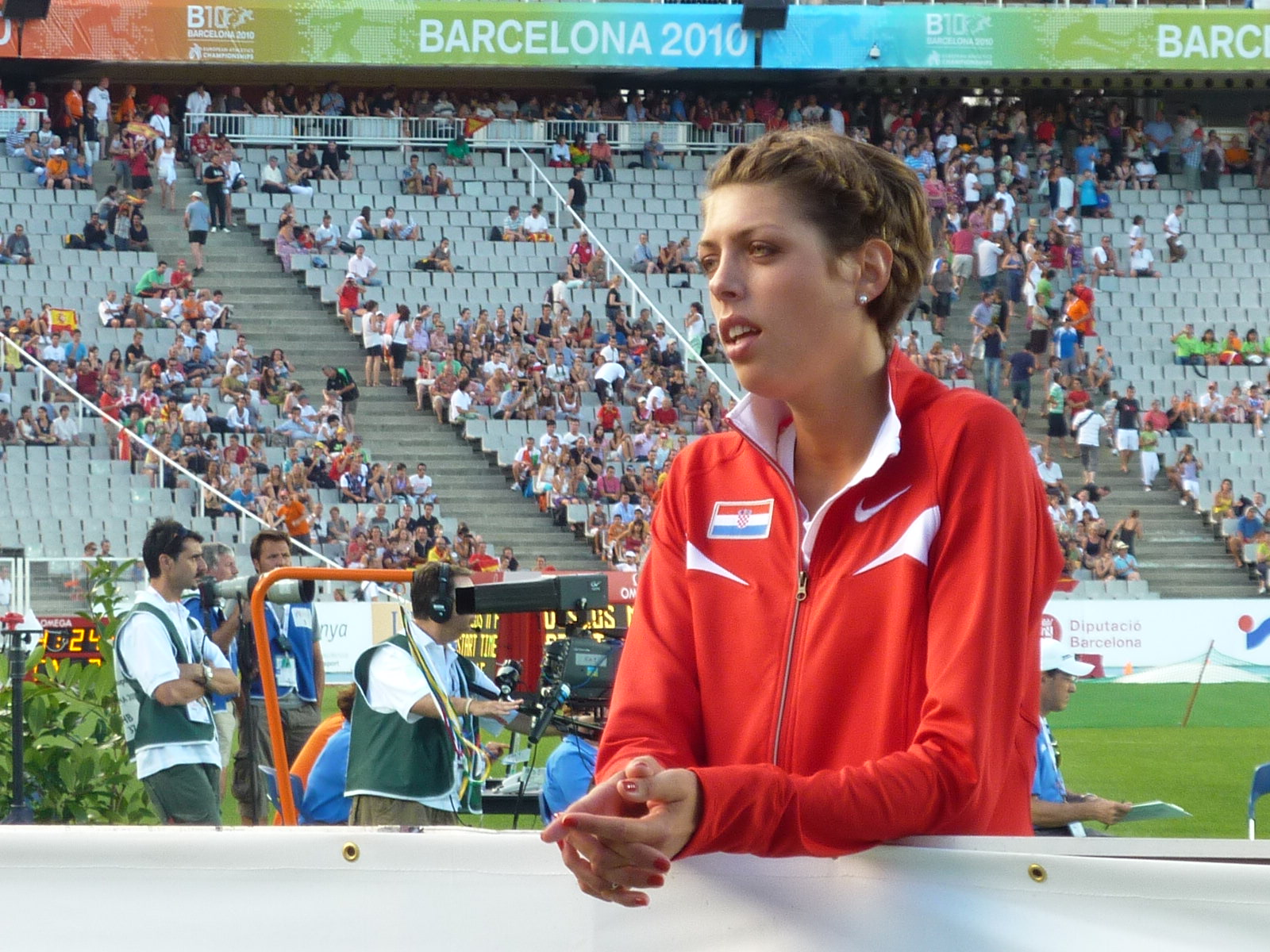
Blanka aux Championnats d'Europe 2010

### Records personnels
| Épreuve         | Épreuve   | Marque      | Lieu     | Date           |
| --------------- | --------- | ----------- | -------- | -------------- |
| Saut en hauteur | Plein air | 2,08 m (NR) | Zagreb   | 31 août 2009   |
| Saut en hauteur | En salle  | 2,06 m (NR) | Arnstadt | 6 février 2010 |

### Meilleures performances de l'année
| Année | Marque | Date                                           | Lieu                 | Rang |
| ----- | ------ | ---------------------------------------------- | -------------------- | ---- |
| 2000  | 1,93 m | 30 juillet 2000                                | Zagreb               | 30e  |
| 2001  | 1,95 m | 8 juillet 2001                                 | Zagreb               | 12e  |
| 2002  | 1,96 m | 20 juillet 2002                                | Kingston             | 9e   |
| 2003  | 2,01 m | 15 août 2003                                   | Zurich               | 4e   |
| 2004  | 2,03 m | 10 août 2004                                   | Ljubljana            | 3e   |
| 2005  | 1,95 m | 30 juillet 2005                                | Zagreb               | 12e  |
| 2006  | 2,03 m | 1er juillet 2006                               | Somoskő              | 3e   |
| 2007  | 2,07 m | 7 août 2007                                    | Stockholm            | 1re  |
| 2008  | 2,06 m | 22 juin 2008 5 juillet 2008                    | Istanbul Madrid      | 1re  |
| 2009  | 2,08 m | 31 août 2009                                   | Zagreb               | 1re  |
| 2010  | 2,05 m | 5 septembre 2010                               | Split                | 1re  |
| 2011  | 2,03 m | 3 septembre 2011                               | Daegu                | 2e   |
| 2012  | —      | —                                              | —                    | —    |
| 2013  | 2,00 m | 21 juin 2013                                   | Bühl                 | 4e   |
| 2014  | 2,00 m | 22 février 2014 5 juillet 2014 20 juillet 2014 | Prague Paris Londres | 2e   |
| 2015  | 2,01 m | 29 août 2015                                   | Pékin                | 2e   |
| 2016  | 1,97 m | 20 août 2016                                   | Rio de Janeiro       | 7e   |
| 2017  | —      | —                                              | —                    | —    |

### Performances au-dessus de2m
Blanka Vlašić a franchi la barre des 2 m ou plus 166 fois au cours de sa carrière, dans 106 concours différents. La première fois le 7 juillet 2003 à Zagreb () et la dernière fois le 29 août 2015 à Pékin ().
| Numéro | Hauteur | Lieu            | Date               | Résultat |
| ------ | ------- | --------------- | ------------------ | -------- |
| 1      | 2,00 m  | Zagreb          | 7 juillet 2003     | 2        |
| 2      | 2,00 m  | Zurich          | 6 août 2004        | 2        |
| 3      | 2,00 m  | Ostrava         | 30 mai 2006        | 1        |
| 4      | 2,00 m  | Paris           | 8 juillet 2006     | 4        |
| 5      | 2,00 m  | Rome            | 14 juillet 2006    | 1        |
| 6      | 2,00 m  | Split           | 19 mai 2007        | 1        |
| 7      | 2,00 m  | Bydgoszcz       | 10 juin 2007       | 1        |
| 8      | 2,00 m  | Zenica          | 24 juin 2007       | 1        |
| 9      | 2,00 m  | Moscou          | 29 juin 2007       | 1        |
| 10     | 2,00 m  | Berlin          | 16 août 2007       | 1        |
| 11     | 2,00 m  | Stuttgart       | 22 septembre 2007  | 1        |
| 12     | 2,00 m  | Rome            | 11 juillet 2008    | 1        |
| 13     | 2,00 m  | Bruxelles       | 5 septembre 2008   | 2        |
| 14     | 2,00 m  | Ostrava         | 17 juin 2009       | 1        |
| 15     | 2,00 m  | Oslo            | 3 juillet 2009     | 1        |
| 16     | 2,00 m  | Bruxelles       | 4 septembre 2009   | 1        |
| 17     | 2,00 m  | Barcelone       | 9 juillet 2010     | 2        |
| 18     | 2,00 m  | Bruxelles       | 27 août 2010       | 1        |
| 19     | 2,00 m  | Split           | 24 juin 2011       | 1        |
| 20     | 2,00 m  | Zagreb          | 13 septembre 2011  | 2        |
| 21     | 2,00 m  | Bühl            | 21 juin 2013       | 1        |
| 22     | 2,00 m  | Paris           | 5 juillet 2014     | 1        |
| 23     | 2,00 m  | Londres         | 20 juillet 2014    | 1        |
| 24     | 2,01 m  | Zurich          | 15 août 2003       | 2        |
| 25     | 2,01 m  | Göteborg        | 11 août 2006       | 4        |
| 26     | 2,01 m  | Zagreb          | 31 août 2006       | 1        |
| 27     | 2,01 m  | Split           | 16 mai 2008        | 1        |
| 28     | 2,01 m  | Paris           | 18 juillet 2008    | 1        |
| 29     | 2,01 m  | Zurich          | 29 août 2008       | 1        |
| 30     | 2,01 m  | Stuttgart       | 14 septembre 2008  | 1        |
| 31     | 2,01 m  | Thessalonique   | 10 juin 2009       | 1        |
| 32     | 2,01 m  | Zurich          | 28 août 2009       | 1        |
| 33     | 2,01 m  | Oslo            | 4 juin 2010        | 1        |
| 34     | 2,01 m  | Londres         | 13 août 2010       | 1        |
| 35     | 2,01 m  | Pékin           | 29 août 2015       | 2        |
| 36     | 2,02 m  | Båstad          | 18 juillet 2004    | 1        |
| 37     | 2,02 m  | Joukovski       | 24 juin 2006       | 1        |
| 38     | 2,02 m  | Paris           | 6 juillet 2007     | 1        |
| 39     | 2,02 m  | Rome            | 13 juillet 2007    | 1        |
| 40     | 2,02 m  | Shanghaï        | 28 septembre 2007  | 1        |
| 41     | 2,02 m  | Stockholm       | 22 juillet 2008    | 1        |
| 42     | 2,02 m  | Londres         | 24 juillet 2009    | 1        |
| 43     | 2,02 m  | Paris           | 16 juillet 2010    | 1        |
| 44     | 2,02 m  | Stockholm       | 6 août 2010        | 1        |
| 45     | 2,02 m  | Zagreb          | 1er septembre 2010 | 1        |
| 46     | 2,03 m  | Ljubljana       | 10 août 2004       | 1        |
| 47     | 2,03 m  | Salgótarján     | 1er juillet 2006   | 1        |
| 48     | 2,03 m  | Monaco          | 25 juillet 2007    | 1        |
| 49     | 2,03 m  | Bruxelles       | 14 août 2007       | 1        |
| 50     | 2,03 m  | Doha            | 9 mai 2008         | 1        |
| 51     | 2,03 m  | Berlin          | 1er juin 2008      | 1        |
| 52     | 2,03 m  | Joukovski       | 5 juin 2008        | 1        |
| 53     | 2,03 m  | Berlin          | 14 juin 2009       | 2        |
| 54     | 2,03 m  | Monaco          | 28 juillet 2009    | 1        |
| 55     | 2,03 m  | Rome            | 10 juin 2010       | 1        |
| 56     | 2,03 m  | Barcelone       | 1er août 2010      | 1        |
| 57     | 2,03 m  | Daegu           | 3 septembre 2011   | 2        |
| 58     | 2,04 m  | Doha            | 11 mai 2007        | 1        |
| 59     | 2,04 m  | Zurich          | 7 août 2007        | 1        |
| 60     | 2,04 m  | Oslo            | 6 juin 2008        | 1        |
| 61     | 2,04 m  | Zagreb          | 9 septembre 2008   | 1        |
| 62     | 2,04 m  | Split           | 16 mai 2009        | 1        |
| 63     | 2,04 m  | Banská Bystrica | 22 juin 2009       | 1        |
| 64     | 2,04 m  | Berlin          | 20 août 2009       | 1        |
| 65     | 2,04 m  | Thessalonique   | 14 septembre 2009  | 1        |
| 66     | 2,05 m  | Madrid          | 21 juillet 2007    | 1        |
| 67     | 2,05 m  | Osaka           | 2 septembre 2007   | 1        |
| 68     | 2,05 m  | Ostrava         | 12 juin 2008       | 1        |
| 69     | 2,05 m  | Bydgoszcz       | 1er juillet 2008   | 1        |
| 70     | 2,05 m  | Pékin           | 23 août 2008       | 2        |
| 71     | 2,05 m  | Doha            | 8 mai 2009         | 1        |
| 72     | 2,05 m  | Split           | 5 septembre 2010   | 1        |
| 73     | 2,06 m  | Thessalonique   | 30 juillet 2007    | 1        |
| 74     | 2,06 m  | Istanbul        | 22 juin 2008       | 1        |
| 75     | 2,06 m  | Madrid          | 5 juillet 2008     | 1        |
| 76     | 2,07 m  | Stockholm       | 7 août 2007        | 1        |
| 77     | 2,08 m  | Zagreb          | 31 août 2009       | 1        |

| Numéro | Hauteur | Lieu            | Date            | Résultat |
| ------ | ------- | --------------- | --------------- | -------- |
| 1      | 2,00 m  | Moscou          | 25 janvier 2006 | 1        |
| 2      | 2,00 m  | Gand            | 26 février 2006 | 1        |
| 3      | 2,00 m  | Moscou          | 11 mars 2006    | 2        |
| 4      | 2,00 m  | Göteborg        | 31 janvier 2007 | 1        |
| 5      | 2,00 m  | Split           | 24 février 2007 | 1        |
| 6      | 2,00 m  | Banská Bystrica | 11 février 2009 | 1        |
| 7      | 2,00 m  | Doha            | 13 mars 2010    | 1        |
| 8      | 2,00 m  | Prague          | 25 février 2014 | 1        |
| 9      | 2,01 m  | Arnstadt        | 4 février 2006  | 2        |
| 10     | 2,01 m  | Bucarest        | 9 février 2007  | 1        |
| 11     | 2,01 m  | Göteborg        | 29 janvier 2008 | 1        |
| 12     | 2,01 m  | Split           | 13 février 2008 | 1        |
| 13     | 2,01 m  | Malmö           | 3 février 2009  | 1        |
| 14     | 2,01 m  | Třinec          | 26 janvier 2010 | 1        |
| 15     | 2,01 m  | Stockholm       | 10 février 2010 | 1        |
| 16     | 2,02 m  | Weinheim        | 8 février 2006  | 1        |
| 17     | 2,02 m  | Karlsruhe       | 10 février 2008 | 1        |
| 18     | 2,02 m  | Split           | 21 février 2009 | 1        |
| 19     | 2,03 m  | Arnstadt        | 2 février 2008  | 1        |
| 20     | 2,03 m  | Valence         | 9 mars 2008     | 1        |
| 21     | 2,03 m  | Rijeka          | 26 janvier 2009 | 1        |
| 22     | 2,03 m  | Split           | 21 février 2010 | 1        |
| 23     | 2,04 m  | Banská Bystrica | 8 février 2008  | 1        |
| 24     | 2,04 m  | Stuttgart       | 7 février 2009  | 1        |
| 25     | 2,04 m  | Banská Bystrica | 4 mars 2010     | 1        |
| 26     | 2,05 m  | Banská Bystrica | 14 février 2006 | 1        |
| 27     | 2,05 m  | Weinheim        | 27 février 2008 | 1        |
| 28     | 2,05 m  | Karlsruhe       | 15 février 2009 | 2        |
| 29     | 2,06 m  | Arnstadt        | 6 février 2010  | 1        |

### Progression
| Âge | Hauteur | Lieu          | Date            | Compétition         |
| --- | ------- | ------------- | --------------- | ------------------- |
| 19  | 2,01 m  | Zurich        | 15 août 2003    | Weltklasse Zurich   |
| 20  | 2,03 m  | Ljubljana     | 10 août 2004    |                     |
| 23  | 2,04 m  | Doha          | 11 mai 2007     | Doha Diamond League |
| 23  | 2,05 m  | Madrid        | 21 juillet 2007 |                     |
| 23  | 2,06 m  | Thessalonique | 30 juillet 2007 |                     |
| 23  | 2,07 m  | Stockholm     | 7 août 2007     | XL Galan            |
| 25  | 2,08 m  | Zagreb        | 31 août 2009    | Mémorial Hanžeković |

## Distinction
En 2007 et en 2010, elle est nommée Athlète européenne de l'année.